# Співтовариство західних православних церков
Причастя західних православних церков (CWOC; фр. Communion des Églises orthodoxes occidentales, CEOO ), також відома як Західна православна церква, є спільністю християнських церков православної традиції, що стоять поряд зі східними православними та орієнтальними православними спільнотами. Західне православне спілкування відрізняється дотриманням богослужбових та духовних звичаїв західного християнства.

## Огляд
На даний час причастя складається з трьох церков-членів:
- Кельтська православна церква
- Французька православна церква
- Православна церква галлів

CWOC була створена 25 грудня 2007 року підписанням її статуту та CWOC на Різдво Господнє єпископом Маелем де Брешією та єпископом Марком Кельтської православної церкви, єпископом Вігіле та єпископом Французьким православним Мартіном Лапло. Церкви та єпископа Григорія Мендеса з православної церкви галлів.    

## Відносини з іншими церквами
В директиви CWOC положення щодо прийняття інших православних церков, які також CWOC її статуту та принципів.
Прийняття інших християнських церков, які дотримуються принципів, викладених в Хартії, а також застосувань, порад та вказівок Союзу, є предметом одностайної згоди церков, що підписали Конвенцію. Ця угода буде поінформована вичерпною інформацією про історію, життя, дух та справжність церкви-кандидата. Для виявлення достоїнств цієї кандидатури будуть необхідні консультації між нашими церквами.
На сьогодні визнання Західною православною церквою східних та східних православних спільнот церквами-сестрами не відповідає взаємністю.

## Зовнішні посилання
- Офіційний сайт (in French)
- Фотогалерея [Архівовано 4 січня 2017 у Wayback Machine.]